# NGC 255
NGC 255 este o galaxie spirală, posibil și barată, situată în constelația Balena. A fost descoperită în 27 noiembrie 1785 de către William Herschel. De asemenea, a fost observată încă o dată în 10 septembrie 1831 de către John Herschel.